# May Hildegard Söderström
Maj "May" Hildegard Söderström, född 28 oktober 1918 i Säbrå i Härnösands kommun, Västernorrlands län, död där 9 januari 2005, var en svensk målare.
Hon var dotter till industriarbetaren Arvid Söderström och Hildegard Rosenquist. Söderström studerade konst för Hampe Svanberg i Härnösand 1950–1955 och vid Barths målarskola i Stockholm samt genom självstudier under målarresor till Spanien och Lappland. Hon vistades som stipendiat på San Michele 1963. Separat ställde hon ut i Härnösand, Sollefteå och på Galerie Æsthetica i Stockholm. Hennes konst består av stilleben, figurmotiv och landskap i en expressionistisk stil utförda i olja eller pastell. Hon signerade sina arbeten med May Hildegard. Söderström är begravd på Gudmundrå kyrkogård.